# Эдегор, Никлас
Никлас Эдегор (норв. Niklas Ødegård; род. 29 марта 2004, Молде, Мёре-ог-Ромсдал) — норвежский футболист, полузащитник клуба «Мольде». На правах аренды выступает за «Хам-Кам».

## Клубная карьера
Эдегор — воспитанник клуба «Мольде». 26 мая 2022 года в матче против «Сарпсборг 08» он дебютировал в Типпелиге в составе последнего. 30 октября в поединке против «Викинга» Никлас забил свой первый гол за «Мольде». 

## Международная карьера
В 2023 году в составе юношеской сборной Норвегии Эдегор принял участие в юношеском чемпионате Европы на Мальте. На турнире он сыграл в матчах против команд Испании, Исландии, Греции и Португалии. в поединке против греков Никлас сделал «дубль».

## Достижения
«Молде»
- Чемпион Норвегии: 2022
- Обладатель Кубка Норвегии (2): 2021/22, 2023